# Grevillea vestita
Grevillea vestita es un arbusto que es endémico de sudoeste de Australia Occidental .

## Descripción
Alcanza usualmente los 3 metros de altura y tiene hojas con depresiones que llegan a los 50 mm de longitud y los 30 mm de ancho. Las flores son blancas, crema y ocasionalmente rosa pálido y son más abundantes en invierno o primavera, aunque pueden florecer esporádicamente durante todo el año.

## Taxonomía
El tipo espécimen de esta especie fue encontrada en la región de King George Sound y descrita por el botánico austriaco Stephan Endlicher en 1839 que le dio el nombre de Manglesia vestita. En 1845 Meissner incluye la especie en el género  Grevillea. 
Grevillea vestita fue descrita por (Endl.) Meisn. y publicado en Plantae Preissianae 1: 548. 1845.
Etimología
Grevillea, el nombre del género fue nombrado en honor de Charles Francis Greville, cofundador de la Royal Horticultural Society.
El epíteto específico de vestita deriva de la palabra latina vestitus que significa "cubierta de pelos".
Subespecies
Tiene las siguientes subespecies:  
- Grevillea vestita (Endl.) Meisn. subsp. vestita
- Grevillea vestita subsp.isopogoides F.Muell. ex McGill.  que tiene hojas más pequeñas con los márgenes enrollados.

Sinonimia
- Grevillea vestita var. dilatata Meisn.
- Grevillea vestita var. subbiternata Meisn.
- Manglesia lawrenceana Meisn.
- Manglesia vestita Endl. basónimo[2]